# Samedabad
Samedabad är en ort i Azerbajdzjan.   Den ligger i distriktet Goranboj, i den centrala delen av landet, 270 km väster om huvudstaden Baku. Samedabad ligger 178 meter över havet och antalet invånare är 1 245.
Terrängen runt Samedabad är lite kuperad. Närmaste större samhälle är Dalimamedli, 6,8 km väster om Samedabad.
Trakten runt Samedabad består till största delen av jordbruksmark. Runt Samedabad är det ganska tätbefolkat, med 67 invånare per kvadratkilometer.